# Fortitude (serial telewizyjny)
Fortitude – brytyjski telewizyjny serial kryminalny, emitowany od 29 stycznia 2015 przez Sky Atlantic, wyprodukowany przez Fifty Fathoms oraz Tiger Aspect Productions. W Polsce serial miał premierę 8 marca 2015 na kanale Ale Kino+. 9 kwietnia 2015 stacje telewizyjne Pivot i Sky Atlantic zamówiły drugą, 10-odcinkową serię Fortitude, której premiera odbyła się 26 stycznia 2017. W Polsce emituje ją Ale Kino+ od 5 marca 2017.
Zdjęcia do pierwszej serii kręcono w Wielkiej Brytanii oraz w Reyðarfjörður na Islandii (sceny plenerowe).

## Fabuła
Akcja serialu rozgrywa się współcześnie, a tytułowe Fortitude jest 700-osobowym, fikcyjnym miasteczkiem, zlokalizowanym na wyspie Spitsbergen, w norweskim terytorium zależnym – Svalbardzie, poza kołem podbiegunowym północnym. Znaczną część mieszkańców stanowią osoby, które przybyły tutaj na przestrzeni lat z różnych zakątków świata. Otoczone dziką przyrodą i pięknymi widokami, stanowi jedno z najbezpieczniejszych miejsc na ziemi, bowiem nigdy nie zostało tu popełnione żadne poważniejsze przestępstwo. Głównym celem tutejszej gubernator Hildur Odegard (Sofie Gråbøl) jest przekształcenie miejscowości w wysokiej klasy kurort turystyczny oraz wybudowanie lodowego hotelu. Pewnego dnia w Fortitude pojawia się młody naukowiec Vincent Rattrey (Luke Treadaway), aby rozpocząć przełomowe badania nad kanibalizmem wśród niedźwiedzi polarnych oraz zmianą środowiska Arktyki. Niedługo później dwoje miejscowych dzieci znajduje w okolicy zamarznięte zwłoki mamuta. Kilka dni później spokój lokalnej społeczności burzy makabryczne morderstwo – mieszkającego tutaj od lat – brytyjskiego profesora Charliego Stoddarta (Christopher Eccleston). Śledztwo w tej sprawie prowadzi lokalny szeryf Dan Anderssen (Richard Dormer) i detektyw Eugene Morton (Stanley Tucci), przysłany z Londynu – na wniosek rodziny zmarłego – by wyjaśnić przyczyny śmierci obywatela Wielkiej Brytanii.

## Obsada
- Richard Dormer jako szeryf Dan Andersen
- Stanley Tucci jako komisarz Eugene Morton
- Sofie Gråbøl jako gubernator Hildur Odegard
- Björn Hlynur Haraldsson jako oficer Eric Odegard
- Christopher Eccleston jako profesor Charlie Stoddart
- Chipo Chung jako Trish Stoddart
- Michael Gambon jako Henry Tyson
- Verónica Echegui jako Elena Ledesma aka Esmerelda Sorolla
- Nicholas Pinnock jako Frank Sutter
- Jessica Raine jako Julia 'Jules' Sutter
- Darwin Brokenbro jako Liam Sutter
- Luke Treadaway jako Vincent Rattrey
- Sienna Guillory jako Natalie Yelburton
- Darren Boyd jako Markus Huseklepp
- Jessica Gunning jako Shirley Allerdyce
- Phoebe Nicholls jako dr Margaret Allardyce
- Johnny Harris jako Ronnie Morgan
- Elizabeth Dormer-Phillips jako Carrie Morgan
- Mia Jexen jako Ingrid Witry
- Alexandra Moen jako Petra Bergen
- Aaron McCusker jako Jason Donnelly
- Jonjo O'Neill jako Ciaran Donnelly
- Leanne Best jako Celia Donnelly
- Michael Obiora jako Max Cordero
- Emil Hostina jako Yuri Lubimov
- Ramon Tikaram jako Tavrani
- Lorcan Cranitch jako inspektor Bernard Littlejohn
- Tam Dean Burn jako Billy Pettigrew

## Odcinki
| Sezon | Sezon | Odcinki | Oryginalna emisja Sky Atlantic | Oryginalna emisja Sky Atlantic | Oryginalna emisja Ale Kino+ | Oryginalna emisja Ale Kino+ |
| Sezon | Sezon | Odcinki | Premiera sezonu                | Finał sezonu                   | Premiera sezonu             | Finał sezonu                |
| ----- | ----- | ------- | ------------------------------ | ------------------------------ | --------------------------- | --------------------------- |
|       | 1     | 12      | 29 stycznia 2015               | 9 kwietnia 2015                | 8 marca 2015                | 13 kwietnia 2015            |
|       | 2     | 10      | 26 stycznia 2017               | 30 marca 2017                  | 5 marca 2017                | 2 kwietnia 2017             |
|       | 3     | 4       | 6 grudnia 2018                 | 27 grudnia 2018                |                             |                             |